# Gravette
Gravette es una ciudad en el condado de Benton, Arkansas, Estados Unidos. Para el censo de 2000 la población era de 1,810 habitantes. Es parte del área metropolitana de Fayetteville-Springdale-Rogers.

## Geografía
Gravette se localiza a 36°25′12″N 94°27′9″O / 36.42000, -94.45250. De acuerdo a la Oficina del Censo de los Estados Unidos, la ciudad tiene un área total de 6,1 km², de los cuales el 100% es tierra. La ciudad se localiza 140 km al este de Tulsa y 47 km al noroeste de Fayetteville (Arkansas).

## Historia
El nombre del primer asentamiento europeo en el área que ahora ocupa la ciudad fue Nebo. La parte de la ciudad donde estaba Nebo es conocida como Old Town. El asentamiento fue diseñado en los años 1870 por Joseph P. Covey, quien se mudaría a Southwest City (Misuri) en 1881. Ellis Tillman Gravett fundó la Chalk Valley Distillery (Destilería Chalk Valley) en el pueblo y también era el propietario de una tienda. En 1891, trasladó la tienda al oeste del Valle Chalk, en lo que actualmente es el centro de Gravette. La ciudad fue incorporada el 27 de enero de 1899. Para 1910, la población era de 569 habitantes.

## Demografía
Para el censo de 2000, había 1.810 personas, 697 hogares y 471 familias en la ciudad. La densidad de población era 301,7 hab/km². Había 773 viviendas para una densidad promedio de 127,5 por kilómetro cuadrado. De la población 92,87% eran blancos, 0,17% afroamericanos, 2,10% amerindios, 0,61% asiáticos, 1,05% de otras razas y 3,20% de dos o más razas. 2,93% de la población eran hispanos o latinos de cualquier raza.
Se contaron 697 hogares, de los cuales 37,2% tenían niños menores de 18 años, 49,5% eran parejas casadas viviendo juntos, 14,5% tenían una mujer como cabeza del hogar sin marido presente y 32,4% eran hogares no familiares. 28,3% de los hogares eran un solo miembro y 16,2% tenían alguien mayor de 65 años viviendo solo. La cantidad de miembros promedio por hogar era de 2,48 y el tamaño promedio de familia era de 3,07.
En la ciudad la población está distribuida en 29,2% menores de 18 años, 8,3% entre 18 y 24, 27,0% entre 25 y 44, 18,0% entre 45 y 64 y 17,6% tenían 65 o más años. La edad media fue 36 años. Por cada 100 mujeres había 87.0 varones. Por cada 100 mujeres mayores de 18 años había 82,9 varones.
El ingreso medio para un hogar en la ciudad fue de $29.881 y el ingreso medio para una familia $34.844. Los hombres tuvieron un ingreso promedio de $28.571 contra $18.906 de las mujeres. El ingreso per cápita de la ciudad fue de $15.241. Cerca de 11,5% de las familias y 16,6% de la población estaban por debajo de la línea de pobreza, 22,5% de los cuales eran menores de 18 años y 19,3% mayores de 65.